# Miroslav Španiel
Miroslav Španiel (1. září 1936 Nosislav – 1994) byl český a československý politik Komunistické strany Československa, funkcionář Socialistického svazu mládeže a Ústřední rady odborů, poslanec Sněmovny lidu Federálního shromáždění za normalizace.

## Biografie
Předtím v letech 1970–1977 zastával post tajemníka Ústředního výboru Socialistického svazu mládeže. V letech 1977–1982 byl pracovníkem aparátu Ústředního výboru Komunistické strany Československa. XVII. sjezd KSČ ho zvolil za kandidáta Ústředního výboru Komunistické strany Československa. Od roku 1982 byl členem předsednictva a tajemníkem Ústřední rady odborů. Na tomto postu se připomíná i k roku 1986. V roce 1986 mu byl udělen Řád práce.
Ve volbách roku 1986 zasedl za KSČ do Sněmovny lidu (volební obvod č. 95 – Hodonín-Břeclav, Jihomoravský kraj). Ve Federálním shromáždění setrval do konce funkčního období, tedy do svobodných voleb roku 1990. Poslancem 24.5.1986 až 5.6.1990. Netýkal se ho proces kooptací do Federálního shromáždění po sametové revoluci. Podle jiného pramene odstoupil z postu poslance 28. prosince 1989.
18. prosince 1989 mu místní Občanské fórum v Nosislavi odeslalo dopis, v němž ho jako poslance za jejich region žádalo, aby v nadcházející volbě prezidenta republiky hlasoval pro Václava Havla.
Na začátku 90. let se uvádí jako člen statutárního orgánu obchodní společnosti podnikající se zeměmi bývalého Sovětského svazu.